# Eefje Muskens

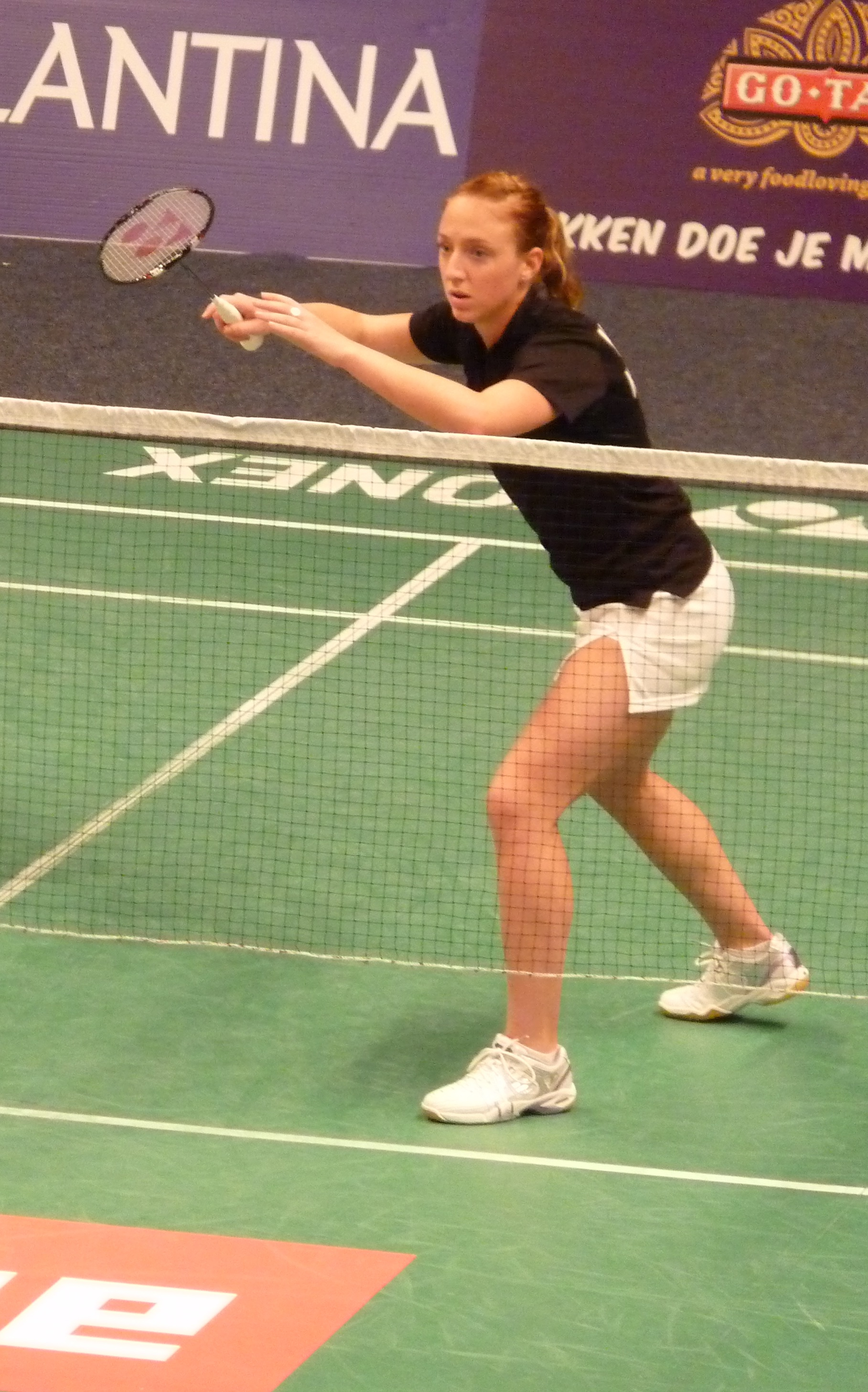
Eefje Muskens

Eefje Muskens (* 17. Juni 1989) ist eine niederländische Badmintonspielerin. 

## Karriere
Eefje Muskens startete mit dem niederländischen Nationalteam im Uber Cup 2008 und wurde dort Mannschaftsfünfte. Bei den Spanish International 2010 wurde sie Dritte im Damendoppel, bei den Dutch International 2010 siegte sie in der gleichen Disziplin zusammen mit Samantha Barning. 2010 nahm sie auch an den Badminton-Weltmeisterschaften teil. 2012 siegte sie bei den Croatian International im Mixed mit Jacco Arends.

## Sportliche Erfolge
| Saison | Veranstaltung                      | Disziplin   | Platz | Name                             |
| ------ | ---------------------------------- | ----------- | ----- | -------------------------------- |
| 2010   | Dutch International                | Damendoppel | 1     | Samantha Barning / Eefje Muskens |
| 2010   | Niederländische Meisterschaft      | Damendoppel | 2     | Samantha Barning / Eefje Muskens |
| 2012   | Norwegian International            | Damendoppel | 1     | Samantha Barning / Eefje Muskens |
| 2012   | Irish Open                         | Damendoppel | 1     | Samantha Barning / Eefje Muskens |
| 2012   | Croatia International              | Mixed       | 1     | Jacco Arends / Eefje Muskens     |
| 2013   | Niederlande: Einzelmeisterschaften | Damendoppel | 1     | Samantha Barning / Eefje Muskens |

## Referenzen
- Eefje Muskens beim Badminton-Weltverband

| Personendaten    | Personendaten                      |
| ---------------- | ---------------------------------- |
| NAME             | Muskens, Eefje                     |
| KURZBESCHREIBUNG | niederländische Badmintonspielerin |
| GEBURTSDATUM     | 17. Juni 1989                      |